# Campionati europei di atletica leggera 1938 - Lancio del disco maschile
Il lancio del disco maschile ai campionati europei di atletica leggera 1938 si svolse il 5 settembre 1938.

## Podio
| Oro     | Willy Schröder Germania  |
| Argento | Giorgio Oberweger Italia |
| Bronzo  | Gunnar Bergh Svezia      |

## Risultati
| Pos.    | Nome              | Nazionalità    | Tempo   | Note |
| ------- | ----------------- | -------------- | ------- | ---- |
| Oro     | Willy Schröder    | Germania       | 49.70 m |      |
| Argento | Giorgio Oberweger | Italia         | 49.48 m |      |
| Bronzo  | Gunnar Bergh      | Svezia         | 48.72 m |      |
| 4       | Kalevi Kostas     | Finlandia      | 48.63 m |      |
| 5       | Adolfo Consolini  | Italia         | 48.02 m |      |
| 6       | Jenő Kulitzy      | Ungheria       | 47.19 m |      |
| 7       | Jules Noël        | Francia        | 46.65 m |      |
| 8       | Reidar Sørlie     | Norvegia       | 46.36 m |      |
| 9       | Åke Hedvall       | Svezia         | 46.08 m |      |
| 10      | Stylianos Floros  | Grecia         | 45.56 m |      |
| 11      | Nikolaos Syllas   | Grecia         | 45.50 m |      |
| 12      | Ernst Lampert     | Germania       | 44.38 m |      |
| 13      | Paul Winter       | Francia        | 42.68 m |      |
| 14      | Jaroslav Vítek    | Cecoslovacchia | 41.18 m |      |
| 15      | Oskar Ospelt      | Liechtenstein  | 39.80 m |      |
| 16      | Jean Wagner       | Lussemburgo    | 38.17 m |      |